# Alojzia
Az Alojzia a német Alois (magyarul Alajos) férfinév női párja.

## Gyakorisága
Az újszülötteknek adott nevek körében az 1990-es években szórványosan fordult elő. A 2000-es és a 2010-es években sem szerepelt a 100 leggyakrabban adott női név között.
A teljes népességre vonatkozóan az Alojzia sem a 2000-es, sem a 2010-es években nem szerepelt a 100 leggyakrabban viselt női név között.

## Névnapok
- június 21.[2]

## Híres Alojziák
„Aloisia” utónevű személyek szócikkeinek listája a Wikidata alapján

### Egyéb Alojziák
- Aloysia növénynemzetség, melynek tagja többek között a citromverbéna (Aloysia citrodora v. Aloysia tryphilla).